# Fassina

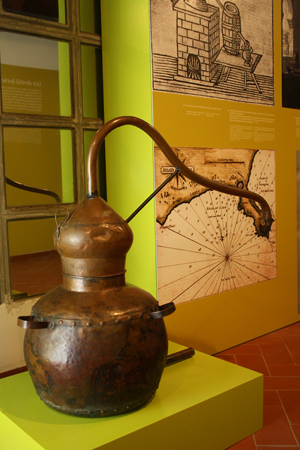
Alambí del Museu de la Fassina Balanyà

Una fassina, també escrit fessina, era una fàbrica artesanal on es destil·lava l'esperit de vi per a obtenir aiguardent. La mateixa denominació s'aplicava a l'olla (olla d'aiguardent) o alambí de destil·lació.
El terme alambí té un significat genèric (indicant un aparell de destil·lació per a líquids molt diversos, incloent aigua dolça o aigua de mar), mentre que fassina s'aplica únicament a les olles per a fabricar aiguardent a partir de la destil·lació del vi.

## Etimologia
Probablement, el terme fassina prové del llatí offĭcīna, ‘fàbrica’.
Són freqüents els documents amb l'expressió "oficina per fer aiguardent".

## Descripció

Esquema d'un alambí.

### Fassina alambí
Una fassina senzilla es pot descriure com a formada per tres parts:
- dipòsit escalfador (carabassa)
- capitell o campana, que recull les vapors
- conducte refrigerador, que condensa les vapors en líquid; en el cas d'una fassina el líquid és esperit de vi
  - sovint el conducte refrigerador consisteix en un tub en espiral banyat en aigua corrent

### Fassina oficina
Una oficina de fer aiguardent consistia en una olla d'aiguardent disposada en un local més o menys adequat. Les olles petites i artesanals acostumaven a ser petites, desmuntables i fàcilment transportables.

#### Infraestructura associada
El procés de destil·lació comporta la necessitat de fer foc i emmagatzemar combustible. També cal emmagatzemar o transportar la matèria primera (vi, brisa de raïm). Finalment, cal emmagatzemar l'aiguardent obtingut.

#### Inconvenients
El foc era un risc en si mateix. El fum podia destorbar els veïns i també les olors alcohòliques. Quan calia treballar de nits hi podia haver sorolls no desitjats.

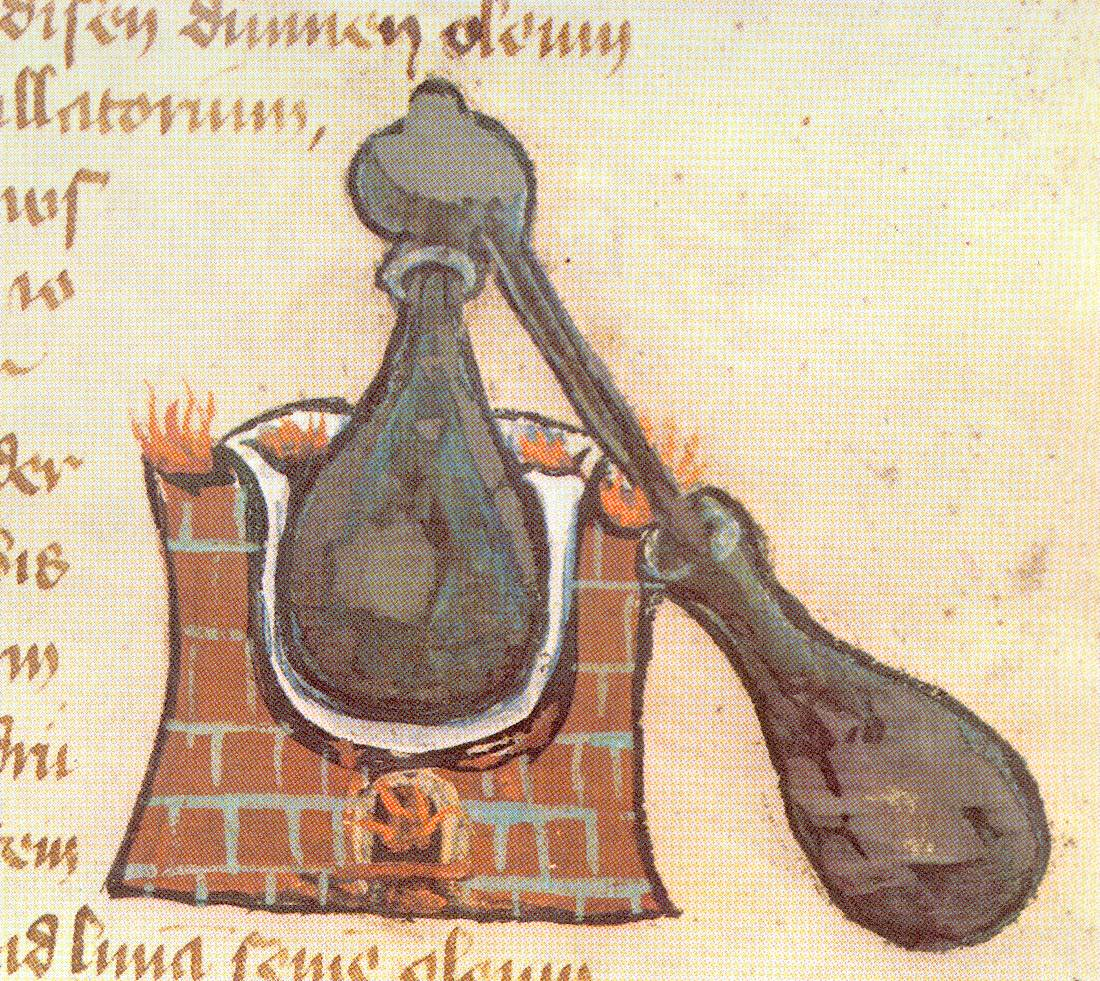
Alambí representat en un manuscrit medieval
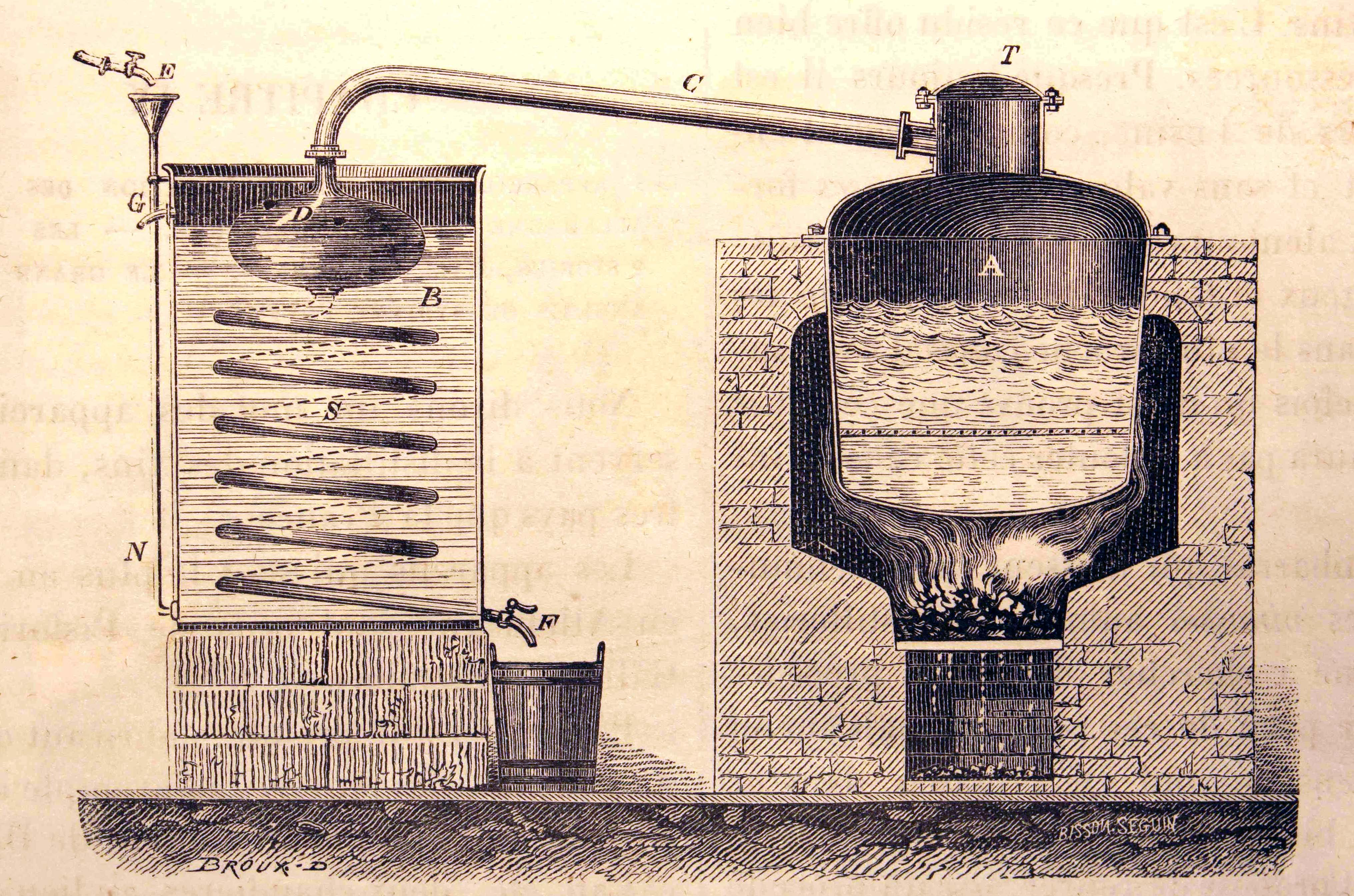
Alambí francès de doble fons per a destil·lar brisa de raïm
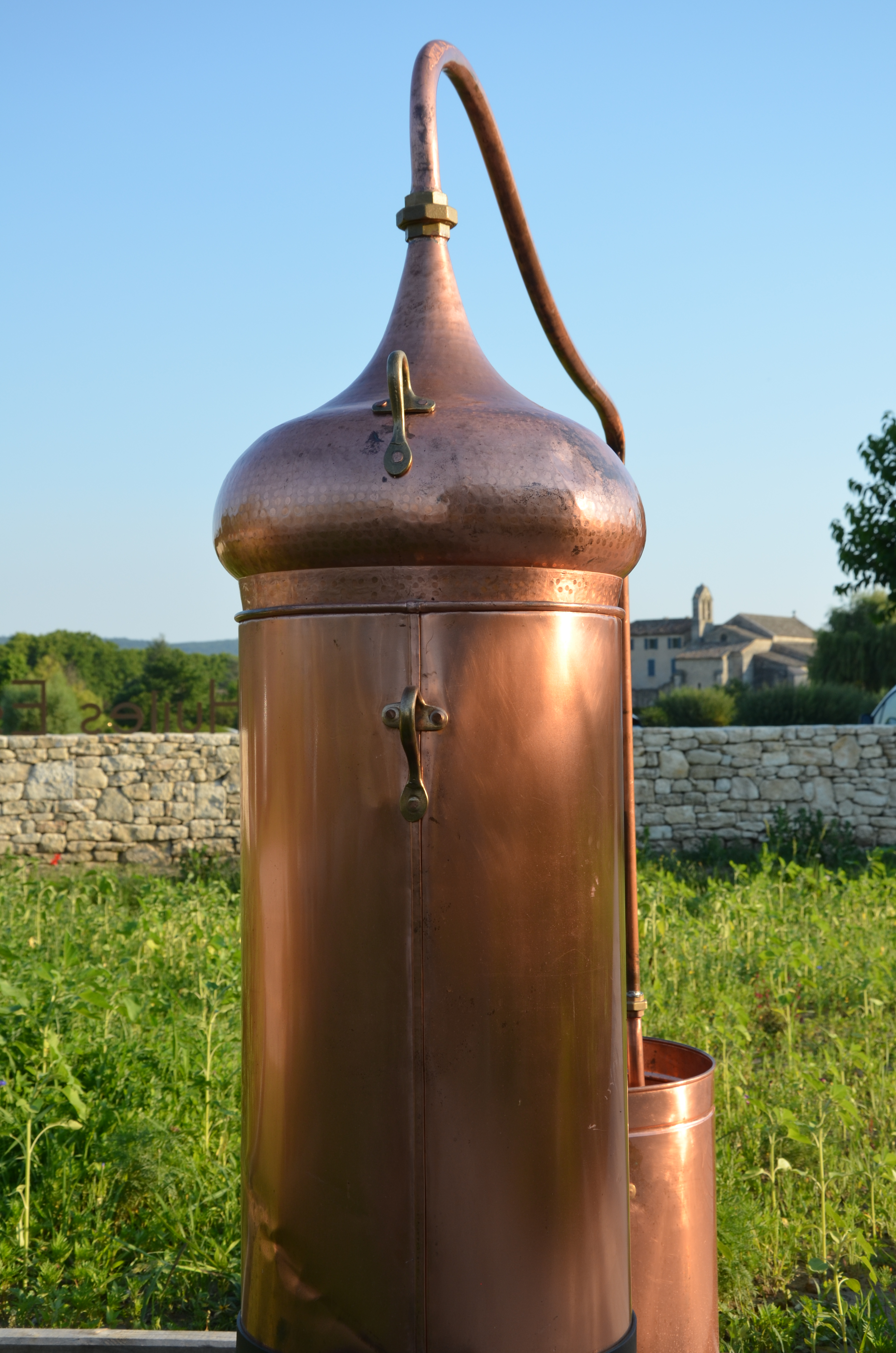
Alambí de lavanda, molt semblant a un alambí d'aiguardent. Amb capitell desmuntable.
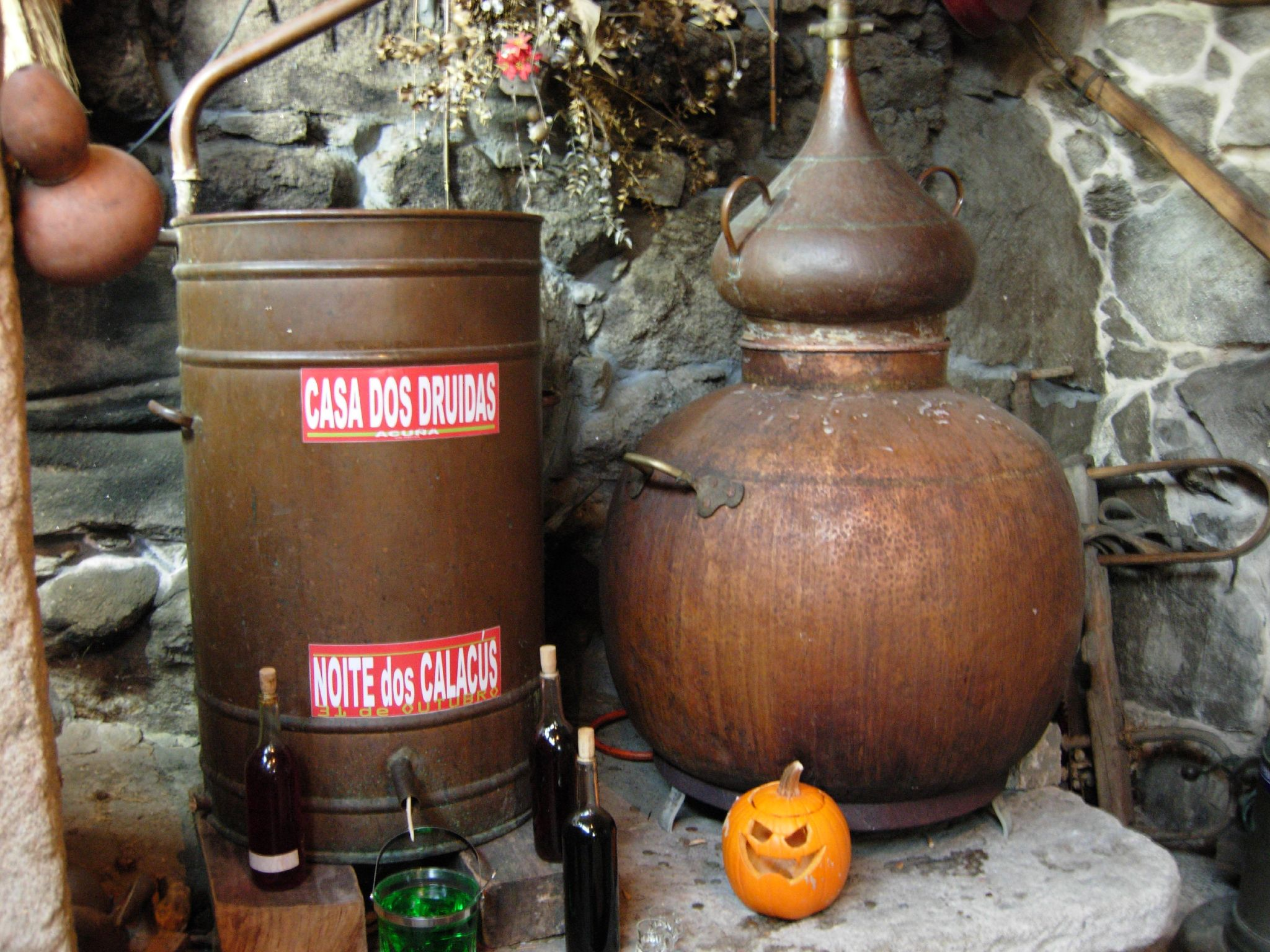
Alambí gallec per a destil·lar aiguardent "d'oruxo". Amb capitell desmuntable.

## Història
Les begudes amb contingut d'alcohol són conegudes des de la prehistòria, hi ha indicis de la fermentació de begudes al Neolític i de la producció de cervesa a gran escala.
Els primers tipus de destil·lació haurien estat utilitzades pels babilonis a Mesopotàmia com a mínim des del segon mil·lenni aC. Les excavacions arqueològiques al nord-oest del Pakistan han mostrat l'evidència que la destil·lació de l'alcohol era coneguda al subcontinent indi des del 500 aC però que no hauria estat habitual fins a algun moment situat dintre del període entre el 150 aC i el 350. Però els mètodes emprats no serien massa efectius. La paraula alcohol té origen àrab. A l'orient s'utilitzava un producte d'antimoni amb el nom àrab clàssic kuhl o més popularment kohól com cosmètic per decorar les parpelles.
L'aïllament de l'etanol en forma de compost pur va ser aconseguida pels alquimistes musulmans que van desenvolupar les tècniques de la destil·lació a l'època del califat abbàssida, entre els noms que coneixem destaquen els perses Jabir ibn Hayyan (Geber) i Al-Razí i l'àrab Al-Kindí. Els escrits atribueixen a Jabir ibn Hayyan (721-815) la invenció de l'alambí i la menció de l'aparició de vapors inflamables en bullir vi. Al-Kindí (801-873) va descriure la destil·lació del vi. Al-Razí (864-930) va descriure la destil·lació de l'alcohol i la seva utilització en medicina.
No obstant això, la historiografia occidental acostuma a situar l'obtenció de l'alcohol pur a principis del segle xiv, i atribuir-lo al metge Arnau de Vilanova, savi alquimista i professor de medicina a Montpeller. La cinquena essència de Ramon Llull no era res més que l'alcohol rectificat a una més suau temperatura. Lavoisier va ser qui va donar a conèixer l'origen i la manera de produir-se l'alcohol per mitjà de la fermentació vínica, demostrant que sota la influència del llevat de cervesa el sucre de raïm es transforma en àcid carbònic i alcohol. Va ser a més estudiat per Scheele, Gehl, Thénard, Duma i Boullay i el 1854 Berthelot el va obtenir per síntesi.

### L'aiguardent a Catalunya
A Catalunya històricament l'aiguardent més destil·lat fou el derivat del vi utilitzant un senzill alambí, objecte que tenien totes les cases de pagès. Acostumaven a ser els de la prova d'Holanda (de 51,8 a 53,4 graus), els de la prova d'oli (61,2 graus) i el de 3/4 (67 graus) i s'aromatitzaven amb anís, canyella i sucre. L'avantatge de l'aiguardent respecte al vi era que es conservava molt millor i el valor afegit degut a la seva elaboració era major.
Al segle xviii la producció era molt abundant, sobretot a les comarques del camp de Tarragona, on transformaven part del vi en aiguardent i l'exportaven arreu des dels diversos ports comercials. Per exemple, entre 1775 i 1778 van sortir de Salou 285.000 càrregues, i entre 1794 i 1798 435.000. Durant el segle xix també s'exportaren pel port de Vilanova i la Geltrú molts barrils d'aiguardent elaborat al Penedès.

A Catalunya hi ha un museu de l'aiguardent a l'antiga fassina de l'Espluga de Francolí, que es diu Fassina Balanyà i data del 1830. Forma part del Sistema Territorial del Museu Nacional de la Ciència i de la Tècnica de Catalunya (MNACTEC).

## Documents
- Maria la Jueva. Bany maria
- Arnau de Vilanova.[17][18][19]
- Pere de Montpeller.[20]

- 1617. El Llibre dels secrets de agricultura, casa rustica y pastoril de Miquel Agustí parla de diversos alambins.[21]

- 1711. Inventari de Francesc Feliu de la Penya, de Mataró.

| «                                                                    | ittem trobam que dit deffunct quant vivia tenia y possehia tota aquella casa ab son magatzem per fer aygua ardent... dos ollas de quatre càrregas quiscuna ab sos taps y trompas tot de aram y dos axetas de bronse per fer ayguardent, usadas... | » |
| — Benet Oliva i Ricós. 1702-1714: EL NEGOCI DEL VI FOU AUSTRIACISTA? | |   |

- 1739. Un exemple: olla d'aiguardent a Vilaverd.[22]

- 1793. Destil·lació alcohòlica al bany maria.[23]

- 1795.[24]

- 1821. Publicació dels detalls d'un aparell de destil·lar aiguardent del vi en procés continu, del català Joan Jordana i Elias. Aquest alambí presentava molts avantatges sobre els anteriors i fou adoptat ràpidament a Catalunya.[25]